# Insuffisance veineuse cérébrospinale chronique
 (janvier 2013).
Si vous disposez d'ouvrages ou d'articles de référence ou si vous connaissez des sites web de qualité traitant du thème abordé ici, merci de compléter l'article en donnant les références utiles à sa vérifiabilité et en les liant à la section « Notes et références ».
 Mise en garde médicale
L'insuffisance veineuse cérébrospinale chronique (IVCC) est un terme utilisé pour décrire l'altération du flux sanguin dans les veines irriguant le système nerveux central. L'hypothèse a été émise que cette insuffisance pourrait jouer un rôle dans la sclérose en plaques. Cette hypothèse a été formulée par Paolo Zamboni en 2008. Un traitement de la sclérose en plaques par intervention endovasculaire a été proposée, cependant des recherches complémentaires sont nécessaires, et en cours, pour déterminer si les bénéfices sont effectivement supérieurs aux risques.

## Conséquences
Les conséquences supposées de l'IVCC incluent une hypoxie intracrânienne, perfusion retardée, drainage réduit des catabolites et dépôt de fer dans les veines cérébrales. La sclérose en plaques est envisagée comme la conséquence principale de l'IVCC.

## Pathophysiologie
Selon Zamboni et al. chez les patients souffrant de sclérose en plaques, les veines azygos et la veine jugulaire interne sont sténosées dans environ 90 % des cas. Zamboni a formulé l'hypothèse selon laquelle les vaisseaux sanguins mal formés entrainent un dépôt accru de fer dans le cerveau, qui à son tour provoque une réaction immunitaire et la dégénérescence de la gaine de myéline. Bien que la publication initiale observe que ces anomalies veineuses sont absentes chez les sujets sains, d'autres études ont montré le contraire. Dans l'étude de Zamboni, aucun sujet sain ne satisfaisait les critères pour un diagnostic d'IVCC, à la différence de la totalité des patients souffrant de SEP. Des résultats aussi tranchés ont éveillé la suspicion d'un biais de spectre résultant de tests diagnostiques utilisés dans des conditions cliniques non significatives.
En 2010 et 2011 d'autres études sur la corrélation de l'IVCC et de la SEP ont produit des résultats variables. En septembre 2010 on dénombrait un nombre croissant de publications remettant sérieusement en cause cette corrélation, bien que de nombreux indices en sa faveur aient été également rapportés. Le consensus a été établi sur l'urgence à entreprendre des études épidémiologiques poussées de cette éventuelle corrélation, les données actuelles ne permettant pas de conclure. Si une relation existe entre IVCC et SEP, elle sera très probablement d'une nature complexe.

### Malformations veineuses
Les problèmes veineux rapportés chez les patients SEP concernent les troncs veineux brachiocéphaliques, y compris des sténoses des veines azygos, des valves jugulaires défectueuses et des anévrismes de la veine jugulaire. Les veines brachiocéphaliques et la veine cave supérieure ont été également mentionnées.
Un composant veineux dans l'étiologie de la SEP a été mentionné par ailleurs.
Plusieurs caractéristiques des maladies veineuses rendent difficile d'inclure la SEP dans ce groupe. Dans sa forme actuelle, l'IVCC ne rend pas compte des données épidémiologiques de la SEP et de ses facteurs de risque bien connus comme l'infection par le virus d'Epstein-Barr, la composante génétique ou la géographie. La prévalence de la SEP est plus importante chez les femmes alors que les maladies veineuses sont plus fréquentes chez les hommes. Les pathologies veineuses sont communément associées à l'hypertension, aux infarctus, aux œdèmes et à des ischémies passagères et interviennent le plus souvent avec l'age, cependant ces troubles ne sont presque jamais observés dans la SEP, maladies qui par ailleurs ne se déclenchent que très rarement après 50 ans. Enfin, aucune réponse immunitaire spécifique à un organe n'a jamais été observée dans aucune autre maladie veineuse.

### Dépôts de fer
L'hypothèse d'un dépôt de fer à l'origine de la SEP est corroborée par la neuroimagerie mais contredite par l'analyse du liquide céphalo-rachidien. Par ailleurs des dépôts de fer interviennent dans d'autres maladies neurologiques comme Parkinson ou Alzheimer mais ne sont pas associés à des anomalies veineuses. La corrélation entre IVCC et dépôt ferreux n'est pas établie, et la dérégulation du métabolisme ferreux dans la SEP est plus complexe qu'une simple accumulation de fer dans les tissus cérébraux.